# 槟榔次碱
槟榔次碱是一种生物碱，存在于槟榔的果实中。它是一种竞争性GABA摄取抑制剂。有研究称，青柠能够将槟榔碱水解成槟榔次碱。